# Mirošov, Rokycany
Mirošov là một thị trấn thuộc huyện Rokycany, vùng Plzeňský, Cộng hòa Séc. Dân số thị trấn theo số liệu năm 2016 là 2.210 người.